# Lipa (Chodzież)
Pour les articles homonymes, voir Lipa.
Lipa (prononciation : [ˈlipa]) est un village polonais de la gmina de Szamocin dans le powiat de Chodzież de la voïvodie de Grande-Pologne dans le centre-ouest de la Pologne.
Il se situe à environ 12 kilomètres à l'est de Szamocin (siège de la gmina), 27 kilomètres à l'est de Chodzież (siège du powiat), et à 77 kilomètres au nord de Poznań (capitale de la Grande-Pologne).

## Histoire
De 1975 à 1998, le village faisait partie du territoire de la voïvodie de Piła.

Depuis 1999, Lipa est situé dans la voïvodie de Grande-Pologne.